# Букша (Бакеу)
Букша (рум. Bucșa) — село у повіті Бакеу в Румунії. Входить до складу комуни Рекітоаса.
Село розташоване на відстані 237 км на північний схід від Бухареста, 44 км на південний схід від Бакеу, 89 км на південь від Ясс, 114 км на північний захід від Галаца.

## Населення
За даними перепису населення 2002 року у селі проживали 44 особи, усі — румуни. Усі жителі села рідною мовою назвали румунську.